# Dírná
Dírná (německy Dirna) je obec v okrese Tábor v Jihočeském kraji. Leží necelých deset kilometrů východně od Soběslavi. Žije v ní 418 obyvatel. Obcí protéká Dírenský potok.
Obec je členem dobrovolného svazku obcí Pod horou.

## Historie
První písemná zmínka o obci pochází z roku 1340.

## Sbor dobrovolných hasičů
Sbor dobrovolných hasičů v Dírné založil hrabě Evžen Wratislav z Mitrovic spolu s dalšími osmi členy 12. října 1876. Hasičská zbrojnice se postavila o 14 let později. Náklady na ni, včetně vybavení, dosáhly 273 zlatých. Sbor byl součástí táborské hasičské župy, ale později patřil k Jungmanově župě Soběslavské. Budova hasičské zbrojnice byla opravena v roce 1961. Sbor na počátku vlastnil parní stříkačku, kterou nahradila čtyřkolová stříkačka kočárového typu. Ta sloužila do roku 1969, kdy od sbor používá přenosnou motorovou stříkačku PS 12. Kromě ní vlastní dva požární vozy: výjezdovou Tatru 805 a terénní auto značky GAZ.

## Obyvatelstvo
| Rok            | 1869  | 1880  | 1890  | 1900  | 1910  | 1921  | 1930  | 1950 | 1961 | 1970 | 1980 | 1991 | 2001 | 2011 | 2021 |
| -------------- | ----- | ----- | ----- | ----- | ----- | ----- | ----- | ---- | ---- | ---- | ---- | ---- | ---- | ---- | ---- |
| Počet obyvatel | 1 380 | 1 444 | 1 333 | 1 278 | 1 318 | 1 230 | 1 151 | 854  | 854  | 682  | 557  | 499  | 472  | 406  | 386  |
| Počet domů     | 216   | 212   | 217   | 221   | 212   | 211   | 212   | 216  | 202  | 184  | 162  | 211  | 221  | 228  | 235  |

## Obecní správa

### Části obce
- Dírná
- Lžín
- Nová Ves
- Záříčí
- Závsí

Od 1. dubna 1976 do 23. listopadu 1990 k obci patřily i Třebějice.

### Obecní symboly
Znak a vlajka byly obci uděleny rozhodnutím předsedy Poslanecké sněmovny Parlamentu České republiky dne 27. ledna 1997.

## Pamětihodnosti
- Zámek Dírná
- Kostel svatého Vavřince
- Fara
- Sýpka na návsi
- Boží muka

## Galerie

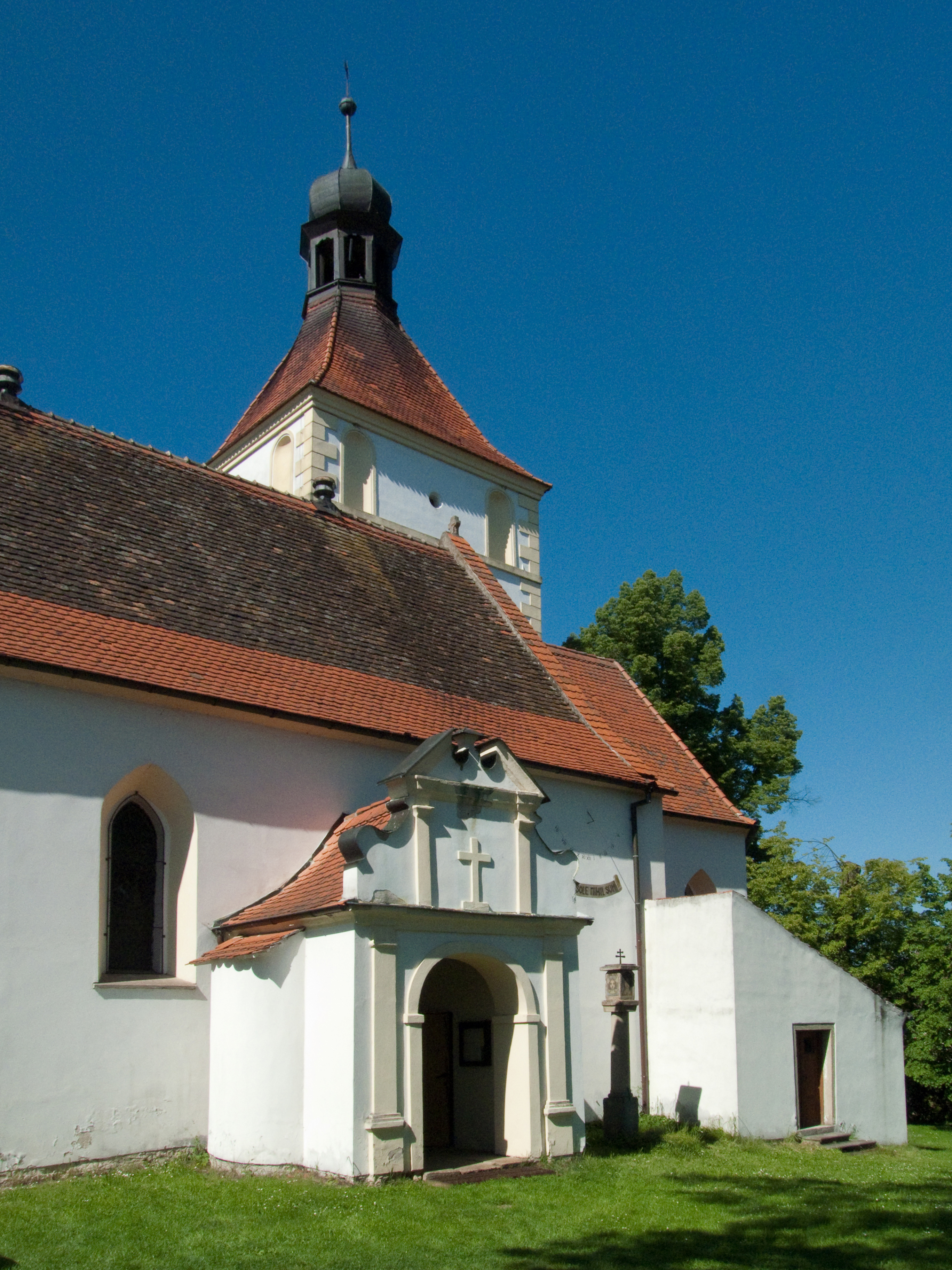
Kostel
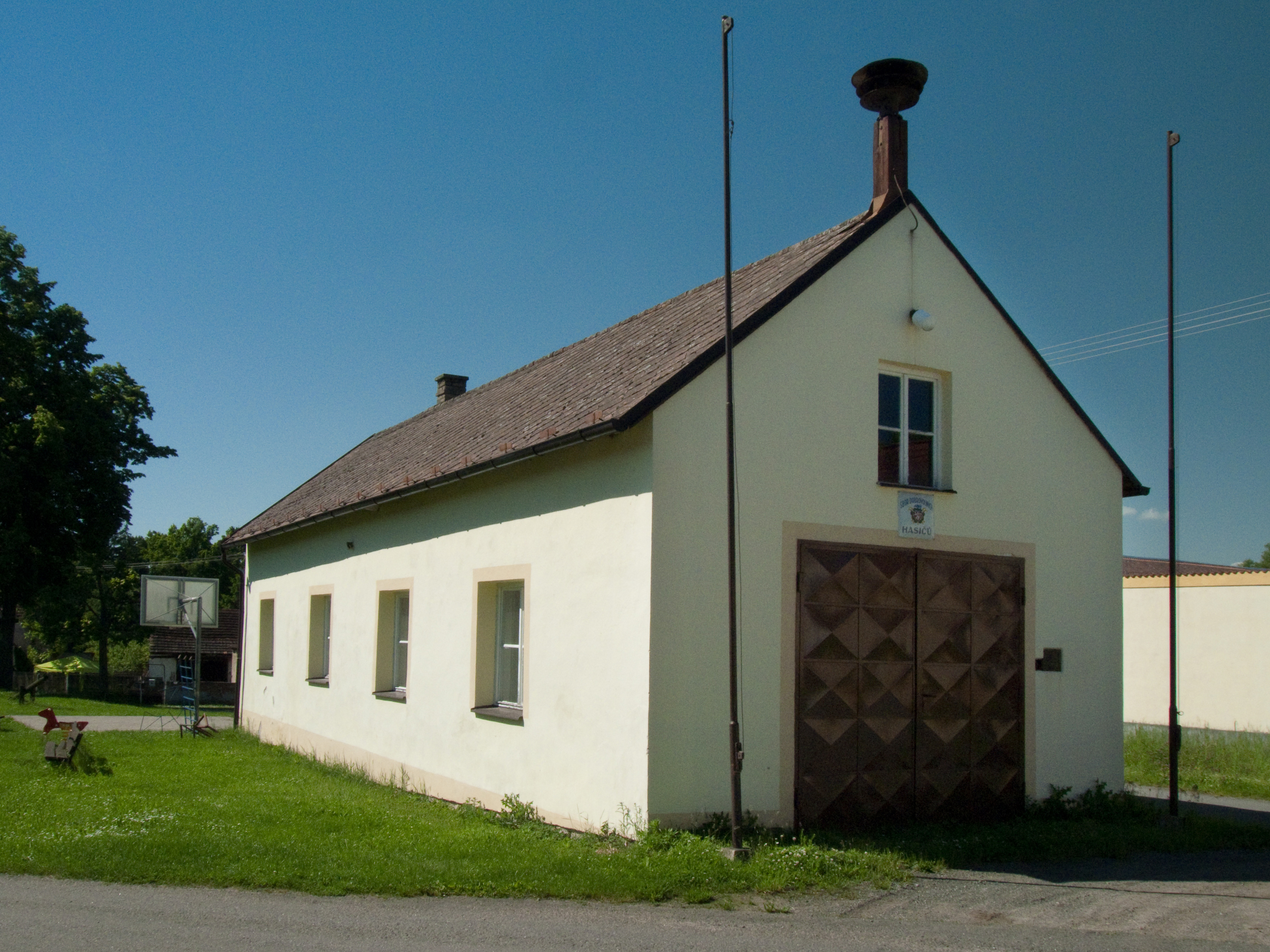
Hasičská zbrojnice
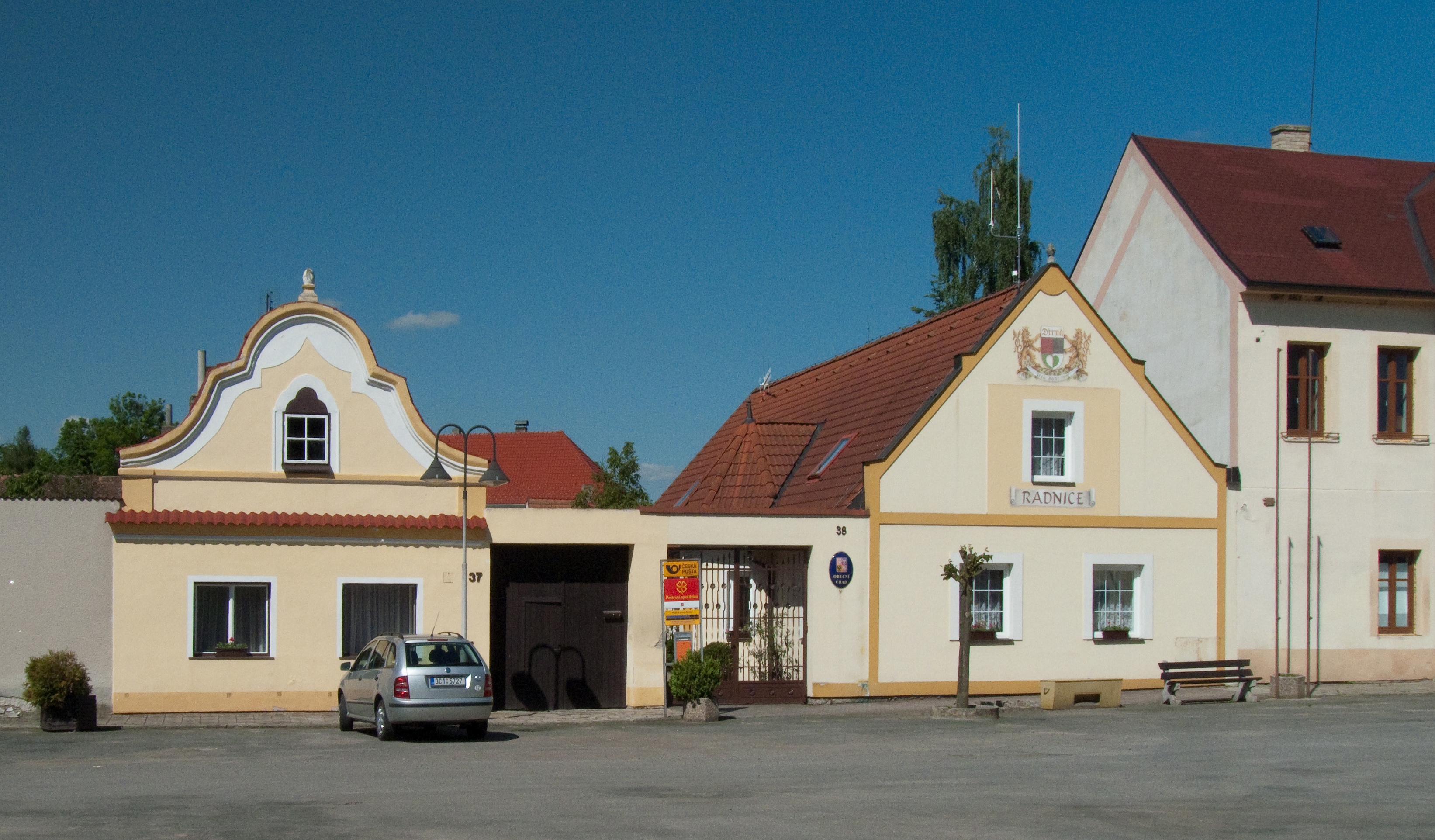
Radnice
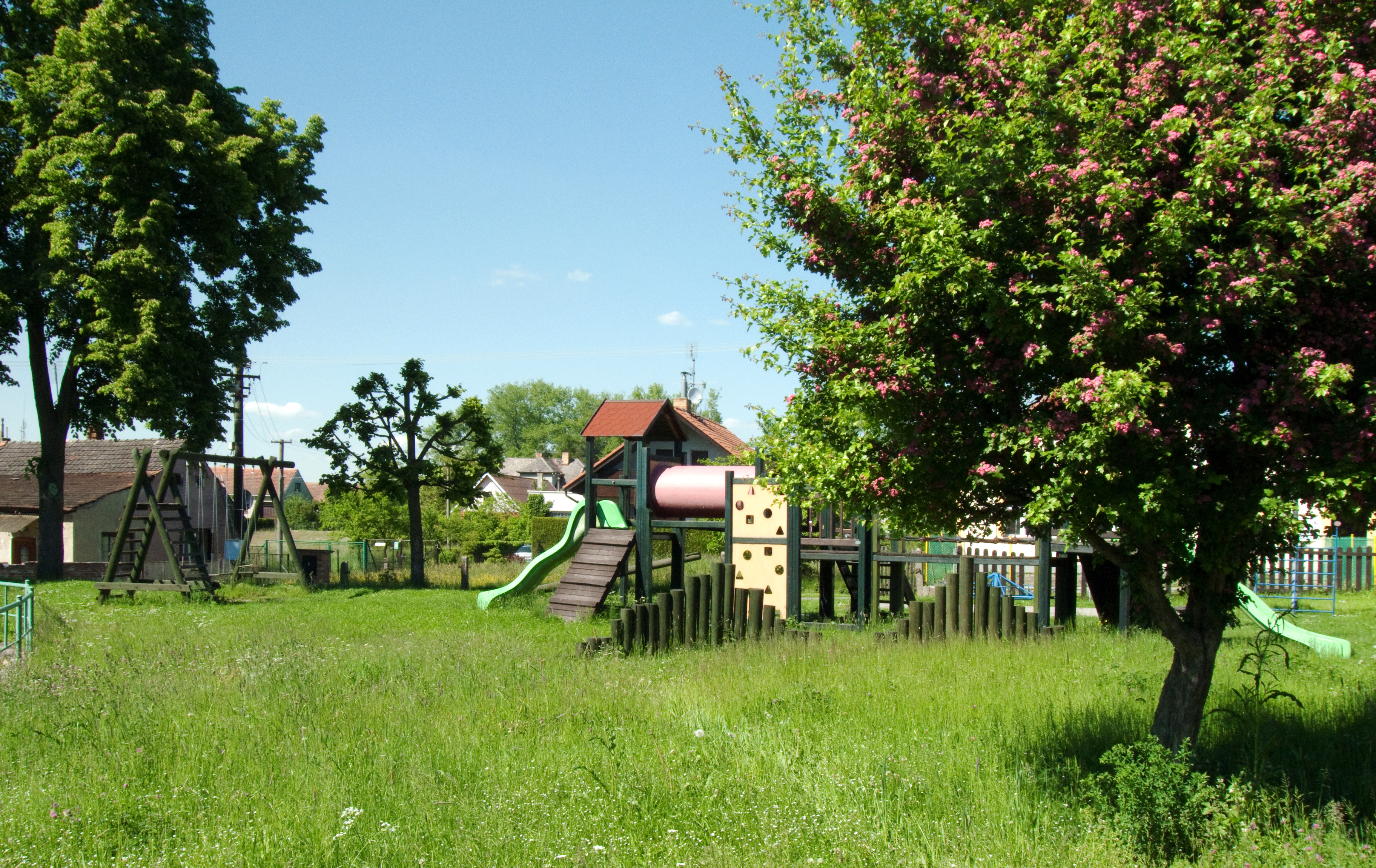
Hřiště
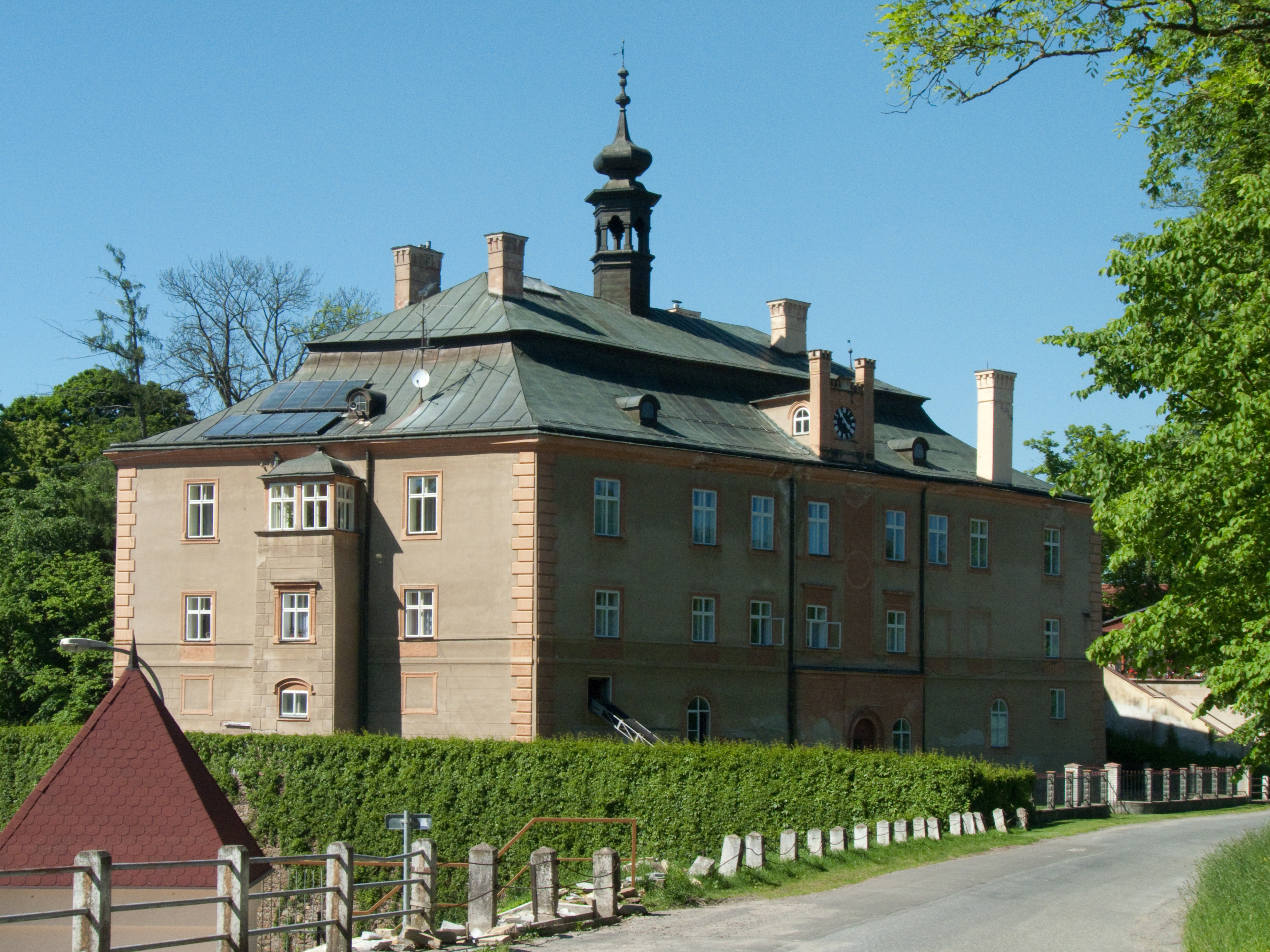
Zámek
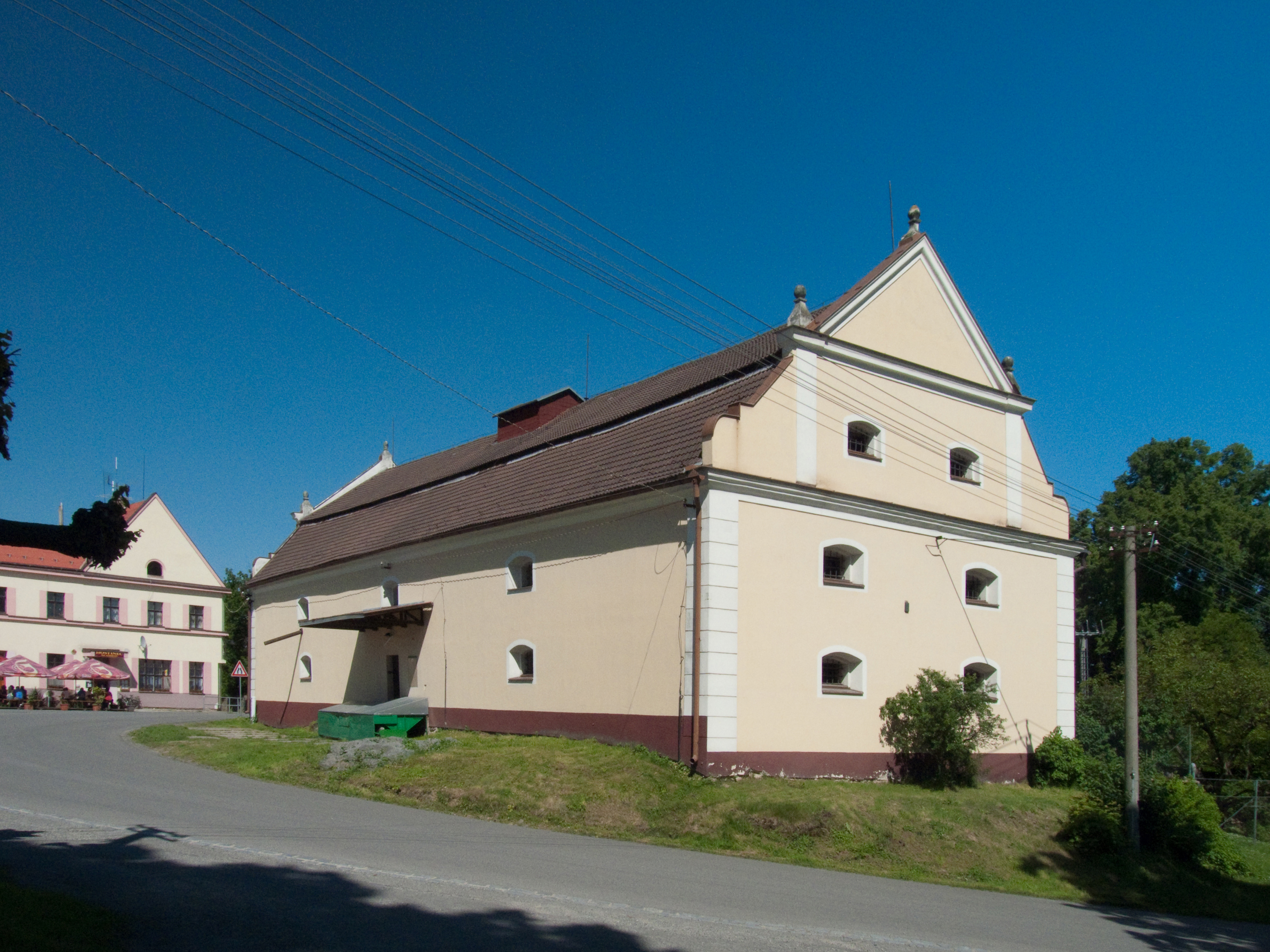
Sýpka
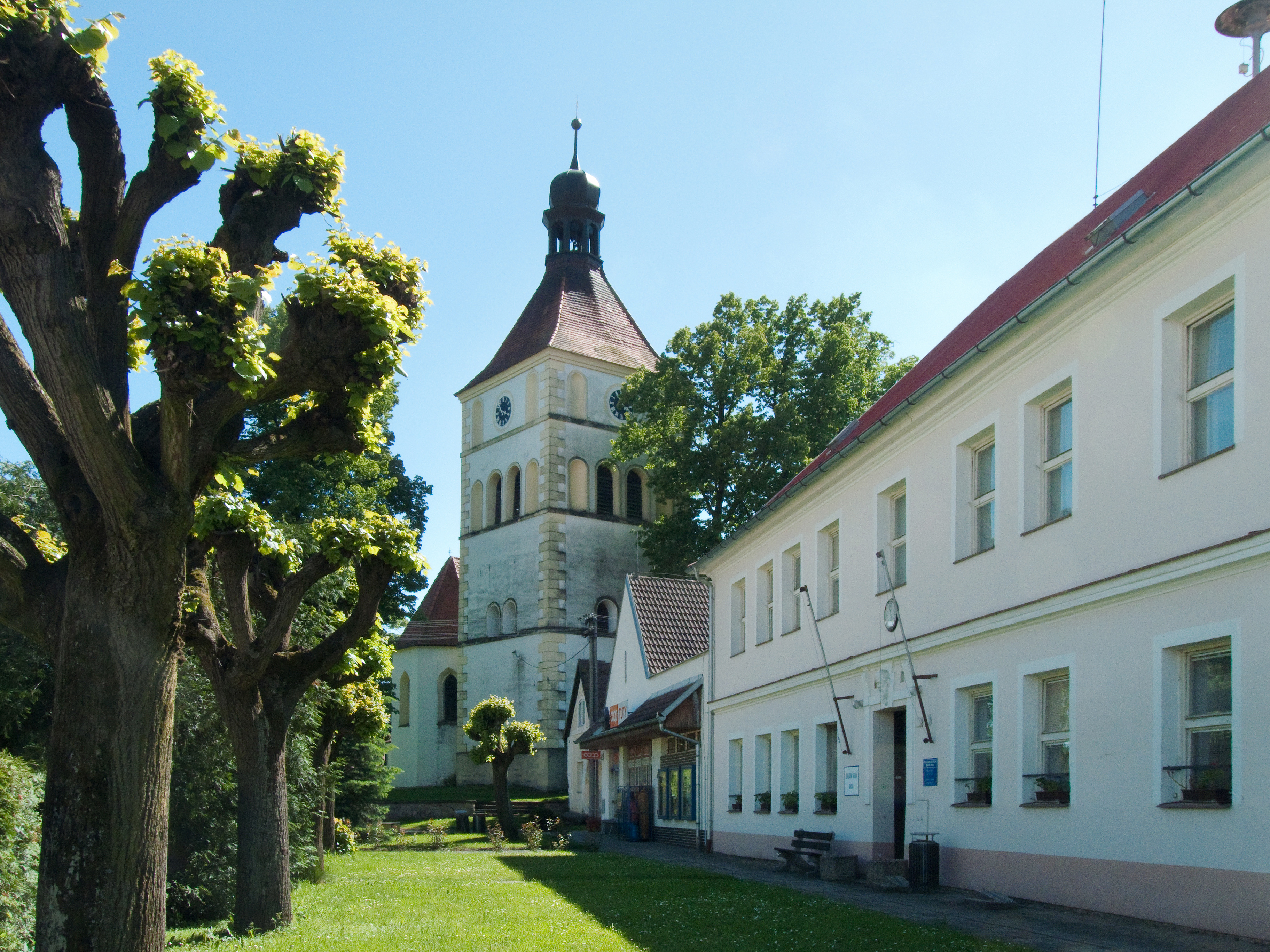
ZŠ a kostel
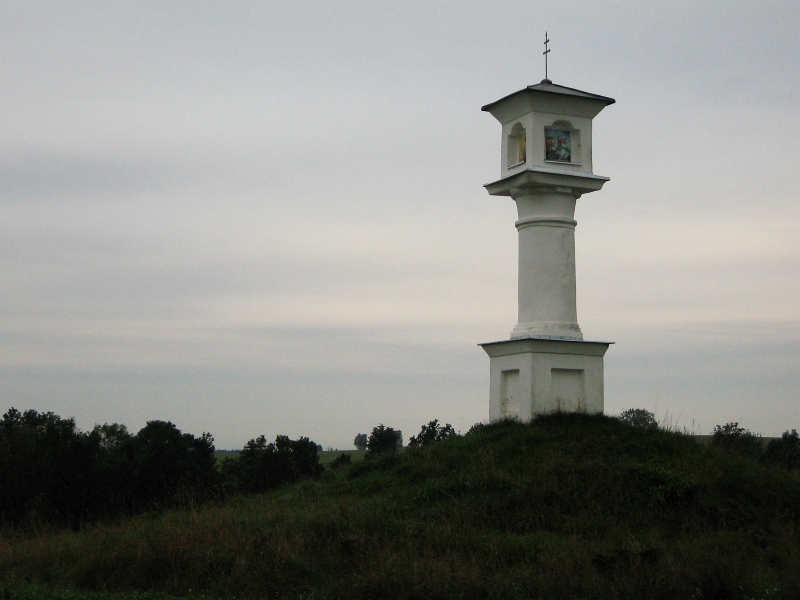
Boží muka